# کریستیانو اسکازولا
کریستیانو اسکازولا (انگلیسی: Cristiano Scazzola؛ زادهٔ ۲۰ ژوئیهٔ ۱۹۷۱) بازیکن فوتبال اهل ایتالیا است.
از باشگاه‌هایی که در آن بازی کرده‌است می‌توان به باشگاه فوتبال اسپتزیا، باشگاه فوتبال مودنا، باشگاه فوتبال آلساندریا، باشگاه فوتبال مونتسا، باشگاه فوتبال آ. ث. لومتزانه، باشگاه فوتبال پیزا، باشگاه فوتبال جنوآ، و باشگاه فوتبال پرو ورچلی اشاره کرد.